# WRE Maserati
La WRE Maserati è un modello di automobile da competizione costruita dalla World Racing Enterprises (da cui la sigla WRE) e dotata di un motore Maserati.

## Il contesto
Vettura sport due litri, è nata da un'idea del pilota e collaudatore statunitense Tony Settember, in accordo col suo connazionale Keith Hoyth e con la collaborazione dei britannici John Wadsworth e Whitey Lelslie.
La vettura è nata a Modena verso la fine degli anni cinquanta, presso l'officina di Neri, tecnico già appartenente al reparto corse della Maserati, con i suggerimenti dati dall'ingegner Vittorio Bellentani, già della Ferrari e della Maserati.
La linea è molto bassa, ha i parafanghi un po' elevati, mentre l'abitacolo del pilota è leggermente spostato sulle ruote posteriori.
La vettura è stata collaudata e perfezionata sul circuito dell'autodromo di Modena. Alla sua prima partecipazione a una gara, ha vinto la XVI edizione del Gran Premio di Napoli il 10 maggio 1959, pilotata dallo stesso John Settember, imponendosi su vetture più sperimentate. Guidata da Mennato Boffa si è imposta nella stessa gara l'anno successivo e sempre lo stesso pilota l'ha condotta anche alla Targa Florio del 1960 senza però terminare la gara.

## Caratteristiche tecniche
La vettura monta un motore Maserati due litri a 4 cilindri, doppia accensione, due carburatori doppio corpo, il cambio è Maserati, la potenza è di 175 cavalli, la carrozzeria è stata costruita nel Regno Unito, ma perfezionata a Modena, come il telaio, i freni sono a disco (Girling), il ponte posteriore è un De Dion, monta gomme Dunlop Racing, per un peso complessivo di 470 kg.